# 亞德林
55°57′N 46°12′E / 55.950°N 46.200°E
亞德林（俄语：Я́дрин）是俄羅斯楚瓦什共和國的一個城市，位於共和國西北部蘇拉河西岸，距切博克薩雷西南86公里，2002年人口10,573人。
1590年建城。1781年設市。